# رباط (هزارمسجد)
رباط روستایی در دهستان هزارمسجد بخش مرکزی شهرستان کلات استان خراسان رضوی ایران است.

## جمعیت
بر پایه سرشماری عمومی نفوس و مسکن در سال ۱۳۹۵ جمعیت این روستا ۳۶۴ نفر (در ۱۲۷ خانوار) بوده‌است.